# Sejny (gmina 1919–1923)
Sejny (do 1919 i od 1923 miasto Sejny) – dawna gmina o nieuregulowanym statusie istniejąca w latach 1919–1923 w woj. białostockim, w powiecie sejneńskim. Siedzibą władz gminy były Sejny.
Po przejściu pod zwierzchnictwo polskie po I wojnie światowej miasto Sejny nie zostało zaliczone do miast. Gmina stanowiła odtąd jednostkę o nieuregulowanym statusie (Sejny nie utraciły praw miejskich, lecz nie posiadały samorządu miejskiego). W 1921 roku gmina liczyła 2254 mieszkańców.
Jako gmina nie-miejska jednostka formalnie przestała funkcjonować z dniem 10 maja 1923 roku w związku z rozciągnięciem dekretu z dnia 4 lutego 1919 r. o samorządzie miejskim na Sejny i zaliczeniem ich do miast (gmin miejskich).
Obecna gmina Sejny jest nowym tworem (od 1973) o zupełnie innych granicach i obszarze.